# Polnische Fußballmeisterschaft 1921
Die polnische Fußballmeisterschaft 1921 war das zweite Meisterschaftsturnier um die polnischen Fußballmeisterschaft der Herren und die erste Meisterschaft, die beendet wurde. Die Endrunde der Meisterschaft wurde vom 21. August 1921 bis zum 30. Oktober 1921 vom polnischen Fußballverband organisiert. Erster polnischer Meister wurde der KS Cracovia, welcher in der Endrunde ungeschlagen blieb.

## Modus
Die polnische Fußballmeisterschaft 1921 wurde im selben Modus gespielt, wie es schon bei der abgebrochenen Meisterschaft 1920 geplant war.
In der ersten Phase der Saison (Frühjahr 1921) wurden die Bezirksmeister der fünf regionalen Verbände (Krakau, Lemberg, Łódź, Posen und Warschau) ermittelt. Die jeweiligen Sieger der Gruppen spielten in der zweiten Phase der Saison (Herbst 1921) in einer Endrunde die polnische Meisterschaft aus. Es wurde an zehn Spieltagen Jeder gegen Jeden, mit Hin- und Rückspiel, gespielt.

## Tabelle
| Pl. | Verein           | Sp. | S | U | N | Tore    | Quote | Punkte |
| --- | ---------------- | --- | - | - | - | ------- | ----- | ------ |
| 1.  | KS Cracovia      | 8   | 7 | 1 | 0 | 031:700 | 4,43  | 15:10  |
| 2.  | Polonia Warschau | 8   | 5 | 0 | 3 | 013:900 | 1,44  | 10:60  |
| 3.  | Warta Poznań     | 8   | 3 | 2 | 3 | 014:240 | 0,58  | 08:80  |
| 4.  | Pogoń Lwów       | 8   | 3 | 0 | 5 | 019:130 | 1,46  | 06:10  |
| 5.  | ŁKS Łódź         | 8   | 0 | 1 | 7 | 007:310 | 0,23  | 01:15  |

## Kreuztabelle
| 1921 | 1921             | CRA | PWA | WAR | PLW | ŁKS |
| ---- | ---------------- | --- | --- | --- | --- | --- |
| 1.   | KS Cracovia      |     | 3:0 | 6:1 | 2:0 | 7:1 |
| 2.   | Polonia Warschau | 1:2 |     | 2:3 | 1:0 | 1:0 |
| 3.   | Warta Poznań     | 2:2 | 0:1 |     | 3:2 | 2:1 |
| 4.   | Pogoń Lwów       | 2:5 | 0:1 | 7:0 |     | 6:1 |
| 5.   | ŁKS Łódź         | 0:4 | 1:6 | 3:3 | 0:2 |     |